# La Manga, Tabasco
La Manga är en ort i Mexiko.   Den ligger i kommunen Centro och delstaten Tabasco, i den sydöstra delen av landet, 700 km öster om huvudstaden Mexico City. La Manga ligger 18 meter över havet och antalet invånare är 733.
Terrängen runt La Manga är mycket platt. Runt La Manga är det tätbefolkat, med 442 invånare per kvadratkilometer. Närmaste större samhälle är Buena Vista 1ra. Sección, 1,7 km öster om La Manga. Trakten runt La Manga består till största delen av jordbruksmark.